# Žhář (román)
Žhář je psychologický román českého autora Egona Hostovského, odehrávající se na začátku 20. století v městečku Zbečnov. Knižně vyšel poprvé v roce 1935 v českém nakladatelství Melantrich.

## Obsah
Děj se odehrává v malém pohraničním městečku Zbečnov, které je poměrně zaostalé, odříznuté a ničím zajímavé. Centrem tohoto malého městečka je hospoda U Stříbrného holuba, která je zároveň po většinu času hlavním dějištěm příběhu. Tato hospoda patří hospodskému Simonovi, který zde žije i se svojí rodinou (manželkou, dcerou Eliškou a synem Kamilem), ve které nepanují zrovna ideální vztahy.
Příběh začíná ve chvíli, kdy se dcera Eliška vrací z kláštera a hned žádá své rodiče o svolení, aby mohla přijet na návštěvu její kamarádka, také z kláštera, jménem Dora. Přes prvotní nesouhlas matky Dora nakonec skutečně přijede a velice zapůsobí na Kamila, který se do ní hluboce zamiluje. Dora si s Kamilem však jen zahrává a provokuje ho – dokonce mu namlouvá, že pro ni musí udělat něco mimořádného, aby o něj mohla mít někdy zájem. Nakonec je Dora vyhnána Kamilovou a Eliščinou matkou a z hospody odjíždí bez rozloučení.
Hlavní linie příběhu ale začíná ve chvíli, kdy v městečku začne řádit neznámý žhář. Nejdříve bylo podpáleno jedno stavení, poté se objevily lístky od žháře a následovaly další požáry. K psaní žhářských lístků se nakonec přiznal Kamil své matce – psal je, protože chtěl zapůsobit na Doru. Co důležitějšího se ale nakonec příběhu ukázalo bylo, že žhář nebyl jen jeden, ale byli to hned tři pravidelní hosté hospody U Stříbrného holuba. Jeden zapálil, aby měl větší pojistku, druhý zapálil, aby se pomstil a třetí zapálil, aby nebyl podezříván, že zapaluje. Kromě rozuzlení žhářství příběh končí usmířením matky s dcerou Eliškou a celkovým vylepšením vztahů v rodině Simonových.

## Vydání
Knižně vyšel poprvé v roce 1935 v nakladatelství Melantrich. V témže nakladatelství vyšel ještě v roce 1948, a v roce 1968 vyšel nově v nakladatelství Československý spisovatel. V roce 1996 bylo toto dílo vydáno v anglickém jazyce pod názvem The Arsonist v českém nakladatelství Twisted Spoon Press.

## Pohled na dílo
O díle Žhář pojednává Vladimír Papoušek ve své monografii Egon Hostovský: Člověk v uzavřeném prostoru. Postavě žháře ve svém díle věnuje nemalou pozornost. Samotnou osobu žháře považuje za cosi téměř nehmatatelného, nicméně existujícího – dokonce ho přirovnává k moru nebo jiné epidemii. Celého žháře hodnotí tak, že v příběhu není důležitý jako konkrétní postava, nýbrž jako fenomén, který odkazuje spíše k tomu, co zůstává skryté než k něčemu zřejmému a prvoplánovému. V autorovi vzbuzuje dokonce dojem čehosi zlověstného – žhář nejen ohrožoval, ale i děsil. V celém příběhu se tedy vypráví o neznámém žháři, v souvislosti s kterým, se upozorňuje na nevysvětlenou a podle názoru autora i nevysvětlitelnou záhadu.
Dalším významným dílem zabývajícím se tvorbou Egona Hostovského je monografie Polarita našeho věku v díle Egona Hostovského od Františka Kautmana, který zde přirovnává Hostovského Žháře k Šrámkovu Stříbrnému větru. Inspiraci Stříbrným větrem vysvětluje autor tím, že Hostovský patřil ke generaci, která v období střední školy prožívala tento Šrámkův román ještě velmi intenzivně.